# Tour della nazionale maschile di rugby a 15 del Galles 2000
Tra le due edizioni del 1999 e 2003 della coppa del Mondo di rugby, la nazionale gallese di rugby a 15 si reca varie volte in tour oltremare.
Nel 2000, il Galles invia in Tour una squadra sperimentale. Prima di partire, disputa un incontro contro la selezione dei Barbarians Francesi.
| giugno 2000 | Eastern Canada | 0 – 19 | Galles Development |  |

| giugno 2000 | Ontario | 13 – 19 | Galles Development |  |

| Markham (Canada) 24 giugno 2000 | Canada A | 10 – 67 | Galles Development |  |

| 27 giugno 2000 | Young Canada | 17 – 32 | Galles Development |  |

| giugno 2000 | Columbia Britannica | 22 – 72 | Galles Development |  |